# Доким
Доким (др.-греч. Δόκιμος) — военачальник македонской армии периода войн диадохов. После смерти Александра Македонского в 323 году до н. э. в течение недолгого времени был военачальником диадоха Пердикки и сатрапом Вавилонии. После гибели Пердикки попал в плен к Антигону Одноглазому. Впоследствии Антигон взял Докима к себе на службу и назначил стратегом. Незадолго до 301 года до н. э. военачальник предал Антигона и перешёл на сторону его врага Лисимаха.

## Биография
Впервые в античных источниках Доким упомянут в связи с событиями, которые произошли уже после смерти Александра Македонского, хотя его участие в походах Александра является несомненным. Регент Македонской империи Пердикка поручил Докиму с войском захватить Вавилон, которым управлял Архон. Быстрота с которой Доким выполнил задание и отсутствие серьёзных сражений может свидетельствовать о непопулярности Архона в войсках и среди населения. Пердикка назначил Докима новым сатрапом Вавилонии. Это событие произошло в промежутке между убийством Кинаны в 323 году до н. э. и началом египетского похода Пердикки в 321/320 году до н. э.
Во время похода в Египет Пердикка был убит. При последующем переделе империи в Трипарадисе пятьдесят приближённых к Пердикке военачальников были объявлены вне закона и приговорены к смерти. Командование армией, которой следовало уничтожить остатки войск Пердикки, было поручено Антигону Одноглазому. В этих условиях все, кто принадлежал к так называемой «партии Пердикки», направились в Малую Азию, где были сильными позиции брата Пердикки Алкеты и Эвмена. Среди них был и Доким. Остаётся до конца неясным где Доким находился на момент гибели Пердикки. Он мог оставаться в Вавилоне и после известия о смерти Пердикки отправиться с отрядом лояльных ему воинов в Малую Азию. Также он мог находиться и в лагере Пердикки во время египетского похода.
После поражения войска Алкеты в сражении при Кретополе 319 года до н. э. Доким вместе с другими военачальниками попал в плен к Антигону. Несколько лет он находился в одной из крепостей на территории Фригии Согласно Диодору Сицилийскому, в 317 году до н. э. Докиму вместе с другими пленными удалось обмануть стражу и даже захватить крепость. Доким советовал бежать, в то время как Аттал заявил, что не выдержит лишений очередных скитаний из-за подорванного в плену здоровья. Пока они спорили относительно дальнейших действий, к крепости подошли другие отряды Антигона, руководство над которыми взяла на себя супруга Антигона Стратоника. Доким вместе с одним из слуг в качестве послов отправился к Стратонике. В лагере противника Докима схватили и поместили под стражу, а его спутника использовали в качестве проводника для того, чтобы занять одну из горных вершин около крепости.
Впоследствии Антигон взял Докима к себе на службу. В 313 году до н. э. он назначил Докима стратегом, который вместе с Медием захватил Милет изгнав оттуда Асандра. Впоследствии Доким, с согласия Антигона, основал город Докимейон.
Незадолго до битвы при Ипсе 301 года до н. э. Доким перешёл на сторону врага Антигона Лисимаха, который со своими войсками вторгся в Малую Азию. Доким сдал город Синнады со значительным гарнизоном, царскими сокровищами и запасами оружия. Возможно, Доким предпочёл получить часть денег, которые находились в казне в Синнадах в обмен на сотрудничество с врагами Антигона. Вслед за этим стратег Лисимаха Препелай без труда захватил и другие крепости в регионе, что вызвало восстание против Антигона в Ликаонии и Верхней Фригии. Под командованием Докима начинал свою карьеру основатель династии Атталидов Филетер. По одной из версий, Доким был похоронен в одном из героонов Милета. Такая честь была ему оказана за освобождение города от власти Асандра.
По мнению историка Ю. Кэрста Доким-военачальник Пердикки и Доким-военачальник Антигона были тёзками, а не одним человеком.

### Исследования
- Беликов И. В. Путешествие по античным городам. Турция. — Алетейя, 2021. — ISBN 978-5-00165-317-2.
- Дройзен И. Г. История эллинизма. — Ростов-на-Дону: Феникс, 1995. — Т. 2. — 544 с. — ISBN 5-85880-079-3.
- Светлов Р. В. Войны античного мира: Походы Пирра. — М.: АСТ, 2003. — ISBN 5-17-016206-5.
- Шофман А. С. Распад империи Александра Македонского / Печатается по постановлению редакционно-издательского совета Казанского университета. Отв. редактор В. Д. Жигунин. — Казань: Издательство Казанского университета, 1984.
- Anson E. Eumenes of Cardia. A Greek among Macedonians (англ.). — 2nd. — Koninklijke Brill, 2015. — Vol. 383. — (Mnemosyne Supplements, History and Archaeology of Classical Antiquity). — ISBN 978-90-04-29717-3.
- Heckel W. Docimus // Who's Who in the Age of Alexander the Great: Prosopography of Alexander's Empire (англ.). — Malden; Oxford; Carlton: Blackwell Publishing, 2006. — P. 115. — ISBN 1-4051-1210-7.
- Hughes T. The Perdiccas Years, 323–320 BC (англ.). — Yorkshire; Philadelphia: Pen&Sword Books Ltd, 2022. — ISBN 978-1-52677-511-5.
- Kaerst J[нем.]. Dokimos 4 // Paulys Realencyclopädie der classischen Altertumswissenschaft :  [нем.] / Georg Wissowa. — Stuttgart : J. B. Metzler’sche Verlagsbuchhandlung, 1903. — Bd. V, Erste Hälfte (V, 1). — Kol. 1274.
- Kaerst J[нем.]. Dokimos 5 // Paulys Realencyclopädie der classischen Altertumswissenschaft :  [нем.] / Georg Wissowa. — Stuttgart : J. B. Metzler’sche Verlagsbuchhandlung, 1903. — Bd. V, Erste Hälfte (V, 1). — Kol. 1274.
- Roisman Joseph. Alexander`s Veterans and the Early Wars of the Successors (англ.). — Austin: University of Texas Press, 2013. — ISBN 978-0-292-75431-7.